# Giuseppe Monico
Giuseppe Monico (Riese, 24 dicembre 1769 – Postioma, 14 marzo 1829) è stato un letterato italiano.
Figlio di Adamo e di Angela Cavallini, era cugino di Jacopo, futuro patriarca di Venezia.
Gli fu impartita una prima formazione umanistica nel vicino paese di Altivole, per passare poi al seminario di Treviso. Ordinato sacerdote, a soli ventidue anni divenne insegnante di filosofia e teologia dogmatica. Continuò comunque a coltivare la letteratura, il suo interesse principale, dedicandosi anche all'arte e all'erudizione (si noti che dal 1799 fu impiegato come bibliotecario).
Nel 1800 si trasferì a Postioma essendone stato nominato arciprete. Vi trascorse gli ultimi trent'anni di vita, dividendosi tra le consuete attività parrocchiali e la carriera di giornalista. Fu infatti redattore del Monitor di Treviso, giornale governativo fondato nel 1807, e inoltre socio fondatore dell'Ateneo trevigiano (1810), al quale contribuì negli ambiti letterario e sociologico. In aggiunta, deciso sostenitore del classicismo, fondò l'Accademia dei Granelleschi di Postioma che voleva essere il prosieguo dell'omonima società veneziana chiusa nel 1762.
È tuttavia maggiormente noto per aver fondato (1821) e diretto il Giornale sulle scienze e lettere delle provincie venete, più noto come Giornale di Treviso; si trattava in realtà di un mensile rivolto all'informazione editoriale locale che, con il tempo, assunse un carattere prettamente letterario. Vi collaborarono, fra gli altri, Niccolò Tommaseo, Pier Alessandro Paravia, Francesco Villardi, Angelo Dalmistro, Luigi Carrer, Ippolito Pindemonte.
Affiancato nella redazione da Giuseppe Bianchetti, Marco Mandruzzato e Antonio Cesari, firmò con loro il programma del periodico (1821) in cui si dichiarava che la rivista era indirizzata all'informazione e alla difesa degli intellettuali veneti, da svolgersi all'insegna della moderazione. Probabilmente il Monico sapeva che lo stesso Cesari, di idee puristiche, sarebbe stato al centro di polemiche con letterati avversari, tra i quali spiccava Vincenzo Monti. Sembra effettivamente che quest'ultimo avrebbe attaccato il giornale e il suo direttore nella sua traduzione alla Pucelle d'Orléans di Voltaire, in risposta al proemio e a due dialoghi delle Bellezze della Commedia di Dante Alighieri pubblicate da Cesari nella rivista tra il 1821 e il 1822.
Queste intenzioni furono in seguito disattese da Tommaseo che aveva un'indole spiccatamente polemica. Intenzionato ad abbandonare l'impronta localistica del Giornale presentando un'immagine più aperta ed evoluta della cultura veneta, incontrò la netta opposizione del Monico il quale, sapendo che i lettori della rivista avevano un'istruzione non molto approfondita e che erano interessati prevalentemente alla letteratura d'occasione, preferiva limitarsi ai contributi di autori mediocri. Il Tommaseo finì di conseguenza per abbandonare il Giornale, come già avevano fatto Cesari e Mandruzzato nel 1822.
Nel 1825 dichiarò di voler modificare il programma editoriale, aprendolo alle recensioni di libri italiani e stranieri. Fu evidentemente influenzato dal Paravia che, viste le difficoltà della rivista, gli aveva suggerito di lasciare da parte la letteratura d'occasione per accogliere contributi di più ampio respiro. Le intenzioni, tuttavia, non vennero messe in pratica e il Giornale rimase una rivista locale di indirizzo classicista, tanto che nel 1828 anche Paravia lasciò la redazione.
Il Monico fu noto anche come buon letterato e venne spesso chiamato a scrivere lui stesso componimenti d'occasione.
Dopo la sua morte, la direzione fu assunta dal Bianchetti che proseguì il programma del predecessore abbastanza fedelmente. Nel 1831, tuttavia, la mancanza di collaboratori e le restrizioni della censura lo costrinsero al fondere il Giornale con il Poligrafo di Verona.